# ギリェルミ・ドス・サントス・トーレス
ギリェルミ（Guilherme）ことギリェルミ・ドス・サントス・トーレス（ポルトガル語: Guilherme dos Santos Torres、1991年4月5日 - ）は、ブラジルとイタリアのサッカー選手。ポジションはMF。

## クラブ歴

### ポルトゥゲーザ
サンパウロ州サントアンドレの生まれ。2002年、11歳の時にアソシアソン・ポルトゥゲーザ・ジ・デスポルトスの下部組織に入団。2009年8月11日のカンピオナート・ブラジレイロ・セリエBでスターティングメンバーに名を連ねてプロ初出場。
2011年1月26日にプロ初得点を決めたが、試合は1-3で敗北した。その後もセリエBでスターティングメンバーとして活躍し、彼自身は全国2部で35試合4得点のキャリアハイ、クラブも首位で昇格した。
2012年6月23日にカンピオナート・ブラジレイロ・セリエA初出場を記録し、フル出場した。

### コリンチャンス
2012年8月14日、SEパルメイラスからの強い関心があった中で、SCコリンチャンス・パウリスタに5年契約、700万レアルの移籍金で移った。同月末のサンパウロFC戦でパウロ・アンドレに代わって投入されて移籍後初出場。
パウリーニョが移籍すると、レギュラーとして出場を重ねた。

### ウディネーゼ
2014年7月7日、セリエAのウディネーゼ・カルチョへの移籍で合意。同月18日に契約が締結された。8月31日にセリエA初出場。
2014-15シーズンはレギュラーとして出場していたが、2015-16シーズンは移籍してきたエジニウソンにポジションを奪われた。

### デポルティーボ・ラ・コルーニャ
2016年7月16日、リーガ・エスパニョーラのデポルティーボ・ラ・コルーニャに買取条項付の1年の期限付き移籍で加入。コーチ陣からの信頼も厚く、レギュラーとして出場を重ね、シーズン末に450万ユーロの移籍金で完全移籍。完全移籍に際してデポルティーボ・ラ・コルーニャとは4年契約を結んだ。
彼自身は翌年も非常に好調なパフォーマンスを維持したものの、クラブをセグンダ・ディビシオン降格から救う事は出来ず、プリメーラ・ディビシオンでのプレーを希望した彼は結局、ギリシャ・スーパーリーグのオリンピアコスFCに移籍する事となった。

### オリンピアコス
2018年8月17日に3年契約でオリンピアコスに加入。移籍金は300万ユーロで、年俸は75万ユーロ。2019年3月31日にコンスタンティノス・フォルトゥニスのクロスから移籍後初得点を記録し、2-1での勝利に貢献した。4月7日、14日にも得点を重ねて合計4得点のシーズンとなった。

### アル・サッド
2020年8月31日、カタール・スターズリーグのアル・サッドに3年契約で移籍。